# Никола Аџић
Никола Аџић (Цетиње, 25. април 1962) бивши је југословенски рукометаш. Са репрезентацијом СР Југославије је освојио бронзану медаљу на Европском првенству 1996. у Шпанији.

## Спортска биографија
Рођен је 25. априла 1962. године у Цетињу. Дебитовао је као петнаестогодишњак 1977. године за рукометни клуб Ловћен. Од 1979. године је постао јуниорски репрезентативац Југославије. Постао је члан Пролетера из Зрењанина 1982. године, за који је наступао до 1987. Потом се вратио у Ловћен. Од 1990. године је поново члан зрењанинског Пролетера. Играо је финале Купа европских шампиона 1991. године, када је Пролетеру замало измакла титула у финалу против Барселоне. Од 1993. године је играо за Трст, да би 1996. године завршио играчку каријеру у београдском Партизану. У Партизану је започео и тренерску каријеру у лето 1996. када је на клупи клуба из Хумске заменио Јовицу Елезовића. На крају такмичарске сезоне 1996/97. Аџић је место тренера Партизана препустио Љубомиру Обрадовићу.
Са репрезентацијом СР Југославије освојио је бронзану медаљу на Европском првенству у Шпанији 1996. године. То је Аџићев највећи успех у дресу са државним грбом. Од стране Владе Црне Горе, добио је признање за врхунског спортисту.